# Joseph Simon Volmar
Joseph Simon Volmar est un peintre et sculpteur suisse né à Berne le 26 octobre 1796 et mort dans la même ville le 6 octobre 1865.
Il fut l'élève de Horace Vernet et de Géricault à Paris.

## Salons parisiens
- 1824, n° 1737 Intérieur de l'écurie d'une poste aux chevaux. Il est domicilié au 25 du quai des Grands-Augustins.
- 1827, n° 1045 Deux chevaux tirant le coche. Il est domicilié au 18 de la rue Cadet.

## Œuvres d'art publiques
- 1860 : à Fribourg, Monument du Père Grégoire Girard, pédagogue aussi célèbre de son temps que Johann Heinrich Pestalozzi[1].